# Нью-йоркський тиждень моди
Нью-йоркський тиждень моди (англ. New York Fashion Week, NYFW) — щопіврічна серія міжнародних модних показів, що проводиться у лютому та вересні. Упродовж 7—9 днів покупцям, пресі та широкій громадськості демонструються модні колекції. Це один із чотирьох головних тижнів моди у світі — Нью-йоркський, Паризький, Лондонський та Міланський, — спільно відомих як «Велика четвірка». Рада модних дизайнерів Америки (CFDA) створила сучасний формат централізованого «Нью-Йоркського тижня моди» в 1993 році, хоча такі міста, як Лондон, вже використовували назву свого міста в поєднанні зі словами «тиждень моди» у 1980-х. NYFW базується на значно старшій серії подій під назвою «Тиждень преси», заснованій у 1943 році.
НЙТМ складається з численних фірмових подій, таких як Olympus Fashion Week New York та MADE Fashion Week, та багатьох незалежних модних постановок по всьому місту.
Серед продюсерів Нью-Йоркського тижня моди — IMG, The SOCIETY Fashion Week, FTL Moda спільно з Fashion Week Online, Style 360, Art Hearts Fashion, Style Fashion Week, ASC Fashion week та інші. Централізований календар подій по всьому місту (включаючи пов'язані з WME / IMG) складає CFDA, котра придбала його у засновниці календаря Рут Фінлі. Економічний вплив Нью-Йоркського тижня моди оцінюється в 887 мільйонів доларів США.

## Походження
Перший Нью-йоркський тиждень моди був створений у 1943 році Елеонорою Ламбер, прес-директоркою першої рекламної організації американської індустрії моди — Нью-Йоркського інституту одягу.
Подія, перший у світі організований тиждень моди, отримала назву «Тиждень преси» і була створена для відвернення уваги від французької моди під час Другої світової війни, коли інсайдери модної індустрії не змогли поїхати до Парижу, щоб побачити французькі покази мод. Він також мав на меті показати американських дизайнерів модним журналістам, які нехтували американськими модними нововведеннями.
«Тиждень преси» мав успіх, і такі журнали, як Vogue, які, як правило, наповнювалися французькими дизайнами, все частіше демонстрували американську моду.
До середини 50-х років подія була відома як «Тиждень преси Нью-Йорка». У сезоні Весна 1951 (подія відбулася в лютому 1951 р.) відбувся 16-й Щорічний тиждень преси Нью-Йорка.

## Поточне місце проведення
Історично Нью-йоркський тиждень моди проводився у Брайант-парку та пізніше у Лінкольн-Центрі. Нині захід більше не проводиться в одному центральному місці. Серед місць проведення численних заходів НЙТМ були такі локації, як ярмарок на набережній, переобладнані залізничні термінали та колишнє поштове відділення.

## Відвідування
Прийом на покази на Нью-Йоркському тижні моди, здійснюється як правило, у формі акредитації, а окремі заходи можна відвідати лише за запрошенням.